# جوستين بيل (لاعب كرة قاعدة)
جوستين بيل (بالإنجليزية: Heath Bell)‏ هو لاعب كرة قاعدة أمريكي، ولد في 29 سبتمبر 1977 في أوسيانسيدي في الولايات المتحدة.

## وصلات خارجية
- الموقع الرسمي
- جوستين بيل على موقع دوري كرة القاعدة الرئيسي (الإنجليزية)
- جوستين بيل على موقعبيزبول رفرنس.كوم (الدوري الرئيسي) (الإنجليزية)
- جوستين بيل على موقعبيزبول رفرنس.كوم (الدوري الثانوي) (الإنجليزية)
- جوستين بيل على موقع إي إس بي إن.كوم (أم.أل.بي) (الإنجليزية)
- جوستين بيل على موقع مشجعي الرسوم البيانية (الإنجليزية)